# Tukaner
- Familie Tukaner (latin: Ramphastidae)
  - Slægt Aulacorhynchus
    - Smaragdtukanet, Aulacorhynchus prasinus
    - Furenæbbet tukanet, Aulacorhynchus sulcatus
    - Bjergtukanet, Aulacorhynchus derbianus
    - Rødgumpet tukanet, Aulacorhynchus haematopygus
    - Gulbrynet tukanet, Aulacorhynchus huallagae
    - Blåbåndet tukanet, Aulacorhynchus coeruleicinctis

  - Slægt Pteroglossus
    - Skriftarasari, Pteroglossus inscriptus
    - Grøn arasari, Pteroglossus viridis
    - Rødhalset arasari, Pteroglossus bitorquatus
    - Elfenbensarasari, Pteroglossus azara
    - Brunnæbbet arasari, Pteroglossus mariae
    - Brunøret arasari, Pteroglossus castanotis
    - Sorthalset arasari, Pteroglossus aracari
    - Båndarasari, Pteroglossus torquatus
    - Orangenæbbet arasari, Pteroglossus frantzii
    - Stregnæbbet arasari, Pteroglossus sanguineus
    - Ecuadorarasari, Pteroglossus erythropygius
    - Flerbåndet arasari, Pteroglossus pluricinctus
    - Krøltoppet arasari, Pteroglossus beauharnaesii

  - Slægt Baillonius
    - Safrantukan, Baillonius bailloni

  - Slægt Andigena
    - Gulsidet bjergtukan, Andigena laminirostris
    - Gråbrystet bjergtukan, Andigena hypoglauca
    - Hættebjergtukan, Andigena cucullata
    - Sortnæbbet bjergtukan, Andigena nigrirostris

  - Slægt Selenidera
    - Guløret tukanet, Selenidera spectabilis
    - Pragttukanet, Selenidera reinwardtii
    - Gulflanket tukanet, Selenidera nattereri
    - Guyanatukanet, Selenidera culik
    - Pletnæbbet tukanet, Selenidera maculirostris
    - Lysnæbbet tukanet, Selenidera gouldii

  - Slægt Ramphastos
    - Kølnæbbet tukan, Ramphastos sulfuratus
    - Choco tukan, Ramphastos brevis
    - Gulbrystet tukan, Ramphastos vitellinus
      - Gulstrubet tukan, Ramphastos citreolaemus
      - Arieltukan, Ramphastos ariel
      - Hvidstrubet tukan, Ramphastos culminatus

    - Rødbrystet tukan, Ramphastos dicolorus
    - Brunnæbbet tukan, Ramphastos swainsonii
    - Gulmasket tukan, Ramphastos ambiguus
    - Rødnæbbet tukan, Ramphastos tucanus
      - Cuviers tukan, Ramphastos cuvieri

    - Kæmpetukan, Ramphastos toco